# Awigedor
Awigedor (hebr.: אביגדור) – moszaw położony w samorządzie regionu Be’er Towijja, w Dystrykcie Południowym, w Izraelu.
Leży w południowej części Szefeli, w odległości 1 km na południowy zachód od miasta Kirjat Malachi, w otoczeniu moszawów Timmorim, Zerachja, Szafir i Kefar Warburg, oraz wioski Kedma.

## Historia
Moszaw został założony w 1950 przez weteranów brytyjskiej armii. Początkowo osada nazywała się Yoel - był to skrót wywodzący się z pierwszych liter Żydowskiej Jednostki Transportowej (ang. Hebrew Units for Transportation), z której pochodzili weterani. Dowódcą jednostki był Henry d'Avigdor-Goldsmida, syn sir Osmonda Elim d'Avigdor-Goldsmida.
Później nazwę osady zmieniono na obecną, która nawiązuje do sir Osmonda Elim d'Avigdor-Goldsmida, przewodniczącego Palestine Jewish Colonization Association w latach 1934–1939.

## Gospodarka
Gospodarka moszawu opiera się na intensywnym rolnictwie, uprawach warzyw w szklarniach oraz hodowli drobiu i bydła mlecznego.
Firma A B Stone & Marble Marketing Ltd. specjalizuje się w cięciu kamieni (w tym marmurów) i produktów ceramicznych.

## Komunikacja
Wzdłuż wschodniej granicy moszawu przebiega droga ekspresowa nr 40  (Kefar Sawa–Ketura), brak jednak możliwości bezpośredniego wjazdu na nią. Z moszawu wychodzi lokalna droga, którą jadąc na zachód dojeżdża się do drogi ekspresowej nr 3  (Aszkelon–Modi’in-Makkabbim-Re’ut).